# Auerberg (Auerbach)

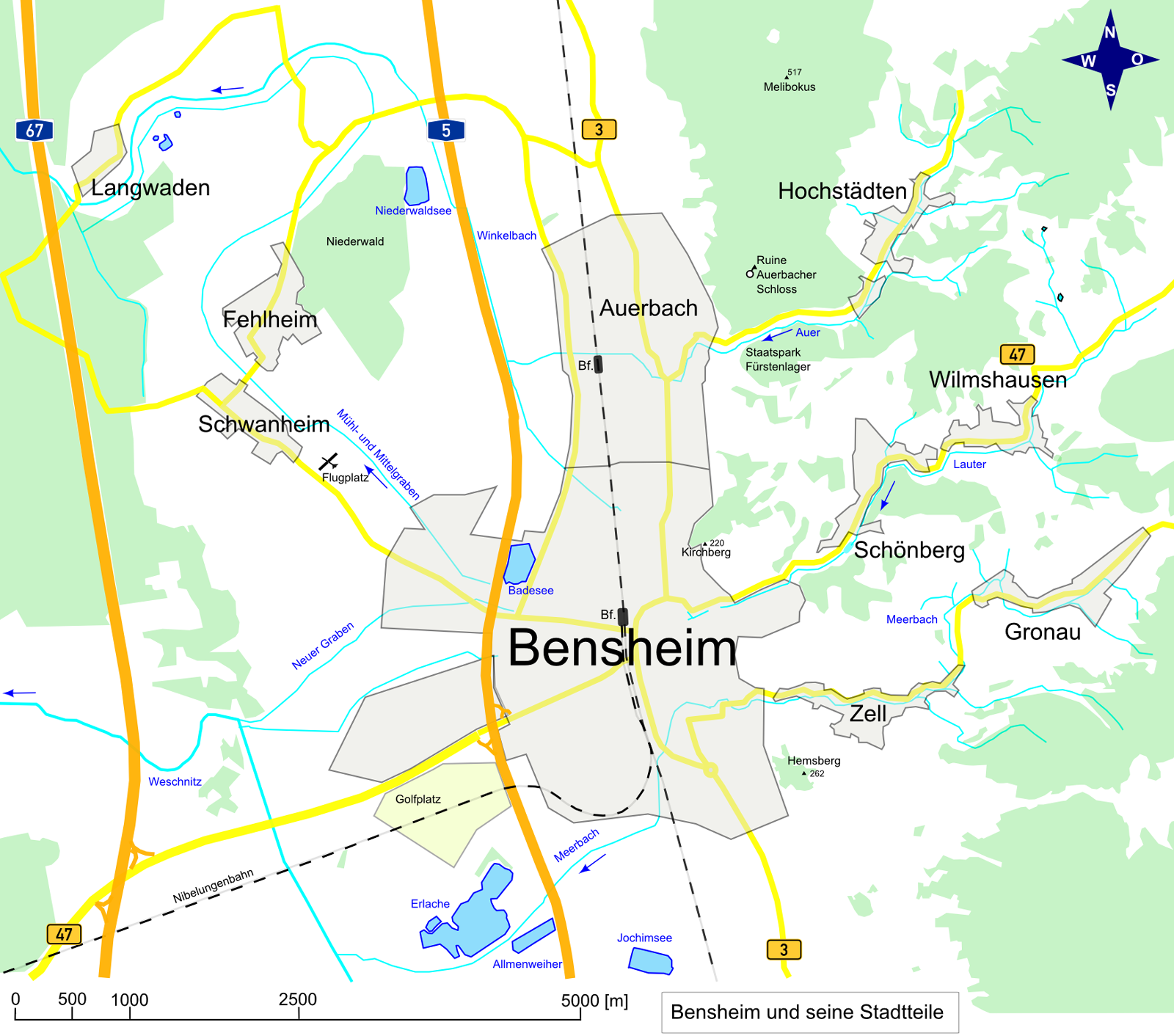
Karte von Bensheim u. a. mit bei Auerbach gelegenem Auerberg und dortigem Schloss Auerbach

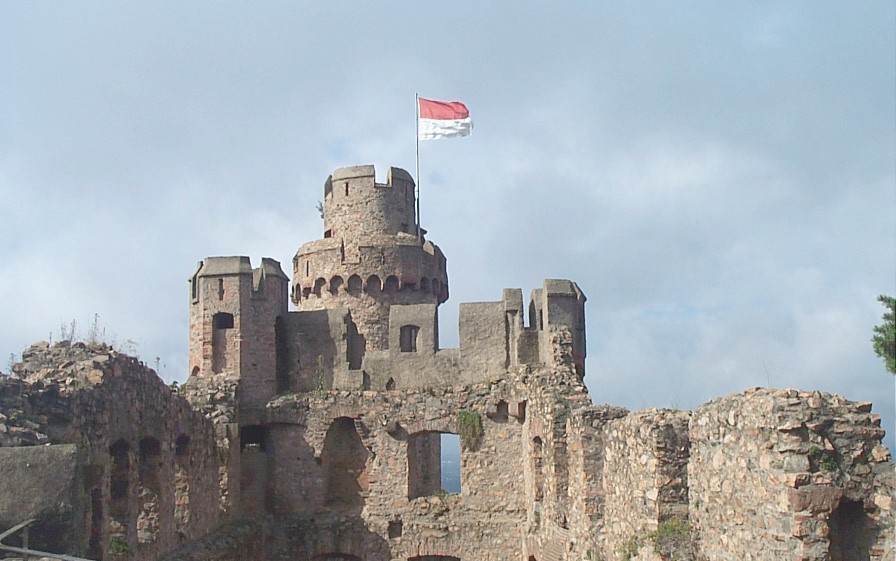
Ruine des Schlosses Auerbach

Der Auerberg (früher auch Kleiner Mal(s)chen oder Großer Mal(s)chen und derzeit auch Urberg oder Schlossberg genannt) bei Auerbach im südhessischen Landkreis Bergstraße ist eine 345,9 m ü. NHN hohe Erhebung im Odenwald. Auf ihr steht die Ruine des Schlosses Auerbach und auf ihren Hängen befinden sich Weinlagen der Großlage „Auerbacher Rott“ des Weinbaugebietes Hessische Bergstraße.

## Bergnamen
Weitere Namen des Auerbergs waren Kleiner Mal(s)chen, benannt nach einem Alternativnamen seines „großen Bruders“, dem Melibokus oder auch Großer Mal(s)chen. In der Bevölkerung wird der Auerberg auch Schlossberg genannt.

## Geographie

### Lage
Der Auerberg befindet sich am Westrand des östlich der Oberrheinischen Tiefebene liegenden Odenwaldes im Naturpark Bergstraße-Odenwald. Direkt östlich von Auerbach, einem nördlichen Stadtteil von Bensheim, und westlich von Hochstädten, einem nordnordöstlichen Stadtteil von Bensheim, bildet er einen Südsüdwestausläufer des an der Bergstraße liegenden Melibokus (517,4 m). Südlich vorbei an der Erhebung fließt die Auer (Mühlbach, Ziegelbach) als östlicher Zufluss des Winkelbachs.

### Naturräumliche Zuordnung
Der Auerberg gehört in der naturräumlichen Haupteinheitengruppe Odenwald, Spessart und Südrhön (Nr. 14), in der Haupteinheit Vorderer Odenwald (145.0) und in der Untereinheit Melibokus-Odenwald (145.0) zum Naturraum Melibokusmassiv (145.00). Nach Westen fällt seine Landschaft in der Haupteinheitengruppe Nördliches Oberrheintiefland (22) und in der Haupteinheit Bergstraße (226) in die Untereinheit Mittlere Bergstraße (226.4) ab.

## Fauna-Flora-Habitat-Gebiet
Auf dem Auerberg liegt ein Teil des Fauna-Flora-Habitat-Gebiets Kniebrecht, Melibokus und Orbishöhe bei Seeheim-Jugenheim, Alsbach und Zwingenberg (FFH-Nr. 6217-305; 9,53 km²).

## Schloss Auerbach
Auf dem Auerberg steht von Westen her aus der Oberrheinischen Tiefebene weithin sichtbar die Ruine des Schlosses Auerbach (Auerbacher Schloss). Von den beiden begehbaren Türmen hat man einen Ausblick über die Oberrheinische Tiefebene, den vorderen Odenwald und zahlreiche Ortschaften am Fuße des Gebirges. Bei klarer Sicht reicht der Blick bis an die Deutsche Weinstraße, zum Donnersberg und Pfälzerwald. Der Südturm, der über 50 Jahre nicht begehbar war, hat eine neue Treppenanlage bekommen und bietet Besuchern nun wieder Aussicht.

## Verkehr und Wandern
Nördlich und östlich vorbei am Auerberg verläuft – zwischen der Bundesstraße 3 im Westen und der Landesstraße 3103 im Süden – eine im Norden von Auerbach als Ernst-Ludwig-Promenade beginnende, steil ansteigende, schmale und kurvenreiche Einbahnstraße, die zum östlich der Kuppe an der höchsten Stelle des asphaltierten Fahrwegs auf etwa 308 m Höhe liegenden Parkplatz Auerbacher Schloss und anschließend hinab in das zwischen Hochstädten und Auerbach gelegene Auertal führt. Auf ihrer Kammstelle zweigt eine für Kraftfahrzeuge gesperrte Stichstraße in Richtung des Schlosses Auerbach ab. Auf zahlreichen vom Odenwaldclub angelegten Wanderwegen auf und um den Auerberg kann gewandert werden. Der bekannte „Blütenweg“ und der beliebte „Weinlagenwanderweg“ sind zwei davon.